# Macanal
Macanal – miasto w Kolumbii, w departamencie Boyacá.